# Paronychia microphylla
Paronychia microphylla är en nejlikväxtart som beskrevs av Rodolfo Amando Philippi. Paronychia microphylla ingår i släktet prasselörter, och familjen nejlikväxter. Utöver nominatformen finns också underarten P. m. arequipensis.